# Przywilej

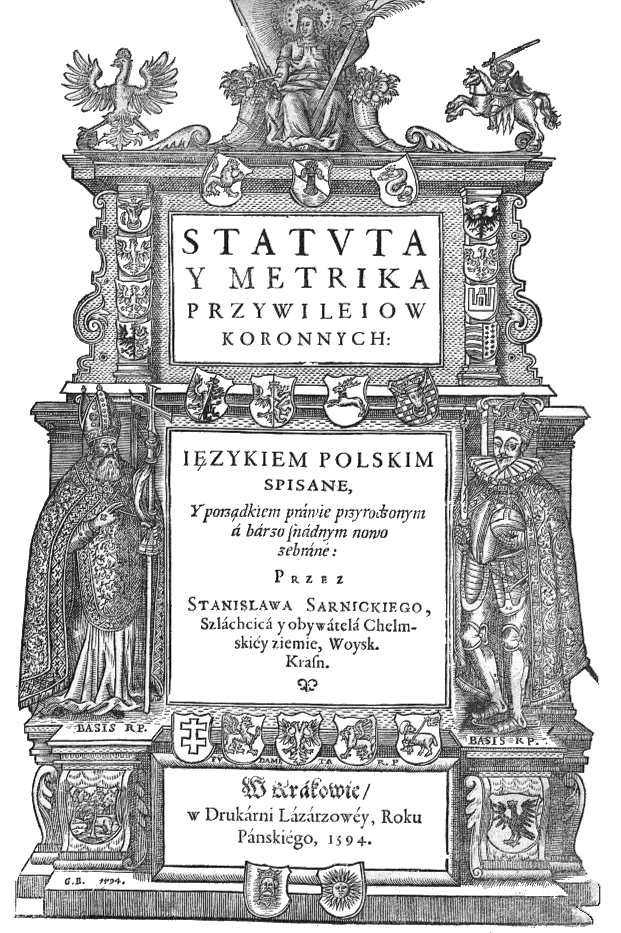
Frontyspis dzieła Stanisława Sarnickiego Statuta i metryka przywilejów koronnych z 1594

Przywilej, łac. privilegium – prawo (dokument) lub ugoda w prawie nadane przez monarchę określonej grupie społecznej (stanowi) obowiązujące na danej ziemi lub w całym kraju (przywilej generalny). Przywileje najczęściej miały formę zrzeczenia się przez monarchę pewnych swoich kompetencji na rzecz wymienionych adresatów przywileju.
Definicja nowoczesna: akt prawny naruszający zasadę równości wszystkich wobec prawa; tego typu nowoczesne przywileje są udzielane przez konstytucję lub uprawnione organy państwowe określonym grupom społecznym, np. przedstawicielom określonych zawodów (np. posłom, sędziom, adwokatom, policjantom, żołnierzom, górnikom, lekarzom i pielęgniarkom), emerytom i rencistom (np. przywilej refundacji leków, przywilej ulgi przewozowej), członkom określonych organizacji społecznych (np. związków zawodowych) lub poszczególnym osobom, np. głowie państwa (np. przywilej odstępstwa od powszechnego prawa emerytalnego i powszechnego prawa do ochrony życia i mienia), przestępcy przemieszczającemu się po terytorium państwa z listem żelaznym od głowy państwa (przywilej ochrony przed uzasadnionym prawnie aresztowaniem), przestępcy ułaskawionemu przez głowę państwa (przywilej ochrony przed uzasadnionym prawnie pozbawieniem wolności), przestępcy ze statusem świadka koronnego (przywilej ochrony przed uzasadnionym prawnie pozbawieniem wolności) albo wynikają bezpośrednio z kodeksu karnego, np. przywilej generalny ochrony włamywacza przed zabiciem przez właściciela posesji (który jest przywilejem w kontekście np. prawa amerykańskiego, czy XIX-wiecznego prawa państw europejskich, ale w aktualnym prawie polskim nie jest przywilejem, lecz zasadą generalną).